# Incestophantes cymbialis
Incestophantes cymbialis là một loài nhện trong họ Linyphiidae.
Loài này thuộc chi Incestophantes. Incestophantes cymbialis được Andrei V. Tanasevitch miêu tả năm 1988.